# Lee Montgomery
Elliott Harcourt Montgomery (geboren am 3. November 1961), bekannt als Lee Montgomery, ist ein in den Vereinigten Staaten lebender kanadischer Schauspieler.
Am bekanntesten ist er für seine Rolle als einsamer kleiner Junge, der sich mit einem Rudel Killerratten anfreundet, in dem Film Ben (1972) und als Sarah Jessica Parkers gut aussehender Tanzpartner Jeff Malene in Girls Just Want to Have Fun (1985).

## Hollywood
Als Bruder der Schauspielerinnen Belinda Montgomery und Tannis G. Montgomery und Sohn des Schauspielers Cecil Montgomery begann Lee seine Karriere als Model, bevor er sich an die Schauspielerei wagte.
Sein Debüt gab er 1971 in dem Disney-Film The Million Dollar Duck, bevor er eine Hauptrolle in Ben (1972), der Fortsetzung von Willard, bekam. Er spielte David Rolf in Landhaus der toten Seelen (1976).
Montgomery spielte einen sterbenden Jungen in dem für den Academy Award nominierten Film Pete 'n' Tillie (1972). Er hatte Auftritte in Fernsehserien wie Columbo, Die Straßen von San Francisco, Kojak, Adam-12, Marcus Welby, M.D. und Mary Tyler Moore.
In den 1980er Jahren hatte Montgomery weitere Cameo-Auftritte in Fernsehserien wie CHiPs, Hotel, Fame und Dallas, und er wechselte zu Erwachsenenrollen in Filmen wie Split Image (1982), Night Shadows (aka Mutant) (1984) und Into the Fire (1988). Eine seiner bekanntesten späteren Rollen war die des Phil Grenville in The Midnight Hour (1985). Außerdem spielte er Jeff Malene in der Teenager-Komödie Girls Just Want to Have Fun (1985), in der er eine bemerkenswerte Tanzszene mit seiner Kollegin Sarah Jessica Parker hat. Er trat in einem CBS-Schulanfangs-Special namens „Hear Me Cry“ (1984) auf.

## Nach Hollywood
Seit seinem Rückzug aus dem Rampenlicht verfolgte Montgomery andere Interessen, wie zum Beispiel musikbezogene Projekte. Er komponierte den Soundtrack für den Film Trigon: Die Legende von Pelgidium (2000).
Montgomery verschwand mehr als 20 Jahre lang völlig aus dem Blickfeld der Öffentlichkeit. Zumindest einen Teil dieser Zeit war er für eine Marketingfirma tätig. Montgomery tauchte um 2012 wieder auf und erschien 2016 auf der Monster-Mania Con 25 und anderen Horrorkongressen, signierte Fotos und posierte für Fotos mit Fans.
Ein neues Interview mit Montgomery vor der Kamera ist auf der 2015 wiederveröffentlichten DVD und Blu-ray von Landhaus der toten Seelen zu sehen. Darin spricht er über die Entstehung des Films sowie über andere Erlebnisse während seiner Zeit als Schauspieler.
Seit März 2019 arbeitet Montgomery hauptberuflich als Immobilienmakler in Solvang, Kalifornien.

## Filmographie
- 1971: Die Millionen-Dollar-Ente (The Million Dollar Duck)
- 1971–1973: Der Chef (Ironside, Fernsehserie)
- 1971–1974: Dr. med. Marcus Welby (Marcus Welby, M.D., Fernsehserie)
- 1972: Peter und Tillie (Pete 'n' Tillie)
- 1972: Hec Ramsey (Fernsehserie)
- 1972: Ben
- 1974: Columbo: Teuflische Intelligenz (Mind over Mayhem, Fernsehreihe)
- 1974: Kojak – Einsatz in Manhattan (Kojak, Fernsehserie)
- 1974: Adam-12 (Fernsehserie, 2 Episoden)
- 1974: Die Straßen von San Francisco (The Streets of San Francisco, Fernsehserie)
- 1975: Notruf California (Emergency!, Fernsehserie)
- 1976: Landhaus der toten Seelen (Burnt Offerings)
- 1982: Familienbande (Family Ties, Fernsehserie)
- 1982: CHiPs (Fernsehserie)
- 1983: Hotel (Fernsehserie)
- 1983: Fame – Der Weg zum Ruhm (Fame, Fernsehserie)
- 1984: Dallas (Fernsehserie)
- 1986: Ein Engel auf Erden (Highway to Heaven, Fernsehserie)
- 1987: Nachtstreife (Night Heat, Fernsehserie)
- 1987: Die Nacht kennt keine Zeugen (Notte italiana)

## Bibliography
- Holmstrom, John. The Moving Picture Boy: An International Encyclopaedia from 1895 to 1995. Norwich, Michael Russell, 1996, p. 336–337.